# Yvonne Prévost
Paule Marie Yvonne Prévost Boppe (8 de junho de 1878 – 3 de março de 1942) foi uma tenista francesa.
Foi campeã de Roland Garros em simples, e vencedora de duas medalhas de prata olímpicas, em simples e duplas mistas, em 1900.